# Registro de impacto
Un registro de impacto en juegos de PC, generalmente en juegos de disparos en primera persona, es lo que determina en el sistema de programación donde el objeto/pistola está apuntando, lanzando una línea recta en dicha dirección al ser disparado, causando daño o impacto cuando dicha línea recta entra en contacto con cualquier objeto que se encuentre en la línea de fuego. Los registros de impacto también se podrían denominar como «impactos instantáneos» porque causan daño en el objetivo en el momento del disparo.

## Ventajas
La ventaja principal es la simplicidad de simulación, que utiliza un cálculo matemático relativamente sencillo para calcular impactos. A pesar de que las balas no se mueven a una velocidad infinita en trayectorias rectas, se mueven lo suficientemente rápido para que el registro de impacto sea una solución razonable.

## Desventajas
La representación visual del efecto de disparo de un arma puede ser difícil: como el arma impacta en el objetivo instantáneamente, cualquier bala o proyectil que provenga de la misma es un mero «fantasma» y puede no representar el sitio real donde se realiza el impacto. En particular, un efecto de bala del proyectil siempre tendrá un pequeño retraso en su impacto, este problema puede ser compensado por la latencia de Internet en juegos mutlijugador.